# Gelis mitis
Gelis mitis är en stekelart som beskrevs av Schwarz 1994. Gelis mitis ingår i släktet Gelis och familjen brokparasitsteklar. Inga underarter finns listade i Catalogue of Life.